# 1 E12 m
Za lažjo primerjavo različnih redov velikosti je na tej strani nekaj dolžin od 1012 metrov (1 Tm ali 1000 milijonov kilometrov ali 6,7 astronomske enote) naprej.
- razdalje, krajše od 1012 m

- 1,079 Tm — 7,2 a.e. — 1,0 svetlobna ura
- 1,4 Tm — 9,5 a.e. — razdalja med Saturnom in Soncem
- 2,0 Tm — 13 a.e. — premer ene največjih znanih zvezd, KY Laboda (KY Cyg)
- 2,5 Tm — 16,7 a.e. — ocenjeni premer VY Velikega psa (VY CMa) (do 2,9 Tm ali 19,5 a.e.)[1]
- 2,9 Tm — 19 a.e. — razdalja Uranom in Soncem
- 4,4 Tm — 30 a.e. — razdalja Plutonovega prisončja
- 4,5 Tm — 30 a.e. — razdalja med Neptunom in Soncem
- 4,5 Tm — 30 a.e. — notranji polmer Kuiperjevega pasu
- 5,7 Tm — 38 a.e. — razdalja prisončja Eride
- 7,3 Tm — 49 a.e. — razdalja Plutonovega odseončja
- 7,5 Tm — 50 a.e. — zunanji polmer Kuiperjevega pasu, notranja meja Oortovega oblaka
- razdalje, daljše od 1013 m